# Eleições presidenciais de 2016 em Gondomar

## Resultados oficiais
| Candidato               | Candidato                | Votos   | %               |
| ----------------------- | ------------------------ | ------- | --------------- |
|                         | Marcelo Rebelo de Sousa  | 34 694  | 46,17 / 100,00  |
|                         | António Sampaio da Nóvoa | 17 321  | 23,05 / 100,00  |
|                         | Marisa Matias            | 9 069   | 12,07 / 100,00  |
|                         | Vitorino Silva           | 3 988   | 5,31 / 100,00   |
|                         | Maria de Belém Roseira   | 3 737   | 4,97 / 100,00   |
|                         | Edgar Silva              | 3 223   | 4,29 / 100,00   |
|                         | Paulo de Morais          | 2 152   | 2,86 / 100,00   |
|                         | Henrique Neto            | 487     | 0,65 / 100,00   |
|                         | Jorge Sequeira           | 326     | 0,43 / 100,00   |
|                         | Cândido Ferreira         | 145     | 0,19 / 100,00   |
| Votos Inválidos         | Votos Inválidos          | 1 740   | 2,27 / 100,00   |
| Total                   | Total                    | 76 882  | 100,00 / 100,00 |
| Eleitorado/Participação | Eleitorado/Participação  | 144 947 | 53,04 / 100,00  |

## Resultados por Freguesia
Os resultados dos candidatos por freguesia foram os seguintes:
| Freguesia                            | %     | %     | %     | %    | %    | %    | %    | %    | %    | %    | Votantes |
| Freguesia                            | MRS   | ASN   | MM    | VS   | MBR  | ES   | PM   | HN   | JS   | CF   | Votantes |
| ------------------------------------ | ----- | ----- | ----- | ---- | ---- | ---- | ---- | ---- | ---- | ---- | -------- |
| Baguim do Monte                      | 48,52 | 23,25 | 11,17 | 4,97 | 4,70 | 3,30 | 2,65 | 0,81 | 0,43 | 0,20 | 6 671    |
| Fânzeres e São Pedro da Cova         | 41,96 | 22,72 | 12,96 | 6,03 | 5,55 | 7,65 | 1,85 | 0,69 | 0,39 | 0,20 | 16 178   |
| Foz do Sousa e Covelo                | 50,79 | 18,74 | 9,99  | 8,04 | 6,37 | 2,22 | 2,79 | 0,46 | 0,27 | 0,33 | 3 796    |
| Gondomar (São Cosme), Valbom e Jovim | 47,89 | 22,54 | 11,71 | 5,34 | 4,46 | 3,40 | 3,34 | 0,72 | 0,46 | 0,16 | 22 790   |
| Lomba                                | 50,09 | 17,32 | 10,06 | 9,12 | 9,31 | 2,23 | 0,74 | 0,19 | 0,19 | 0,74 | 548      |
| Melres e Medas                       | 45,28 | 23,65 | 10,97 | 8,90 | 6,12 | 2,17 | 1,74 | 0,47 | 0,40 | 0,30 | 3 063    |
| Rio Tinto                            | 46,03 | 24,45 | 12,57 | 3,90 | 4,69 | 3,77 | 3,37 | 0,57 | 0,48 | 0,18 | 23 836   |
| Gondomar                             | 46,17 | 23,05 | 12,07 | 5,31 | 4,97 | 4,29 | 2,86 | 0,65 | 0,43 | 0,19 | 76 882   |

#### Baguim do Monte
| Candidato               | Candidato                | Votos  | %               |
| ----------------------- | ------------------------ | ------ | --------------- |
|                         | Marcelo Rebelo de Sousa  | 3 162  | 48,52 / 100,00  |
|                         | António Sampaio da Nóvoa | 1 515  | 23,25 / 100,00  |
|                         | Marisa Matias            | 728    | 11,17 / 100,00  |
|                         | Vitorino Silva           | 324    | 4,97 / 100,00   |
|                         | Maria de Belém Roseira   | 306    | 4,70 / 100,00   |
|                         | Edgar Silva              | 215    | 3,30 / 100,00   |
|                         | Paulo de Morais          | 173    | 2,65 / 100,00   |
|                         | Henrique Neto            | 53     | 0,81 / 100,00   |
|                         | Jorge Sequeira           | 28     | 0,43 / 100,00   |
|                         | Cândido Ferreira         | 13     | 0,20 / 100,00   |
| Votos Inválidos         | Votos Inválidos          | 154    | 2,30 / 100,00   |
| Total                   | Total                    | 6 671  | 100,00 / 100,00 |
| Eleitorado/Participação | Eleitorado/Participação  | 12 183 | 54,76 / 100,00  |

#### Fânzeres e São Pedro da Cova
| Candidato               | Candidato                | Votos  | %               |
| ----------------------- | ------------------------ | ------ | --------------- |
|                         | Marcelo Rebelo de Sousa  | 6 649  | 41,96 / 100,00  |
|                         | António Sampaio da Nóvoa | 3 601  | 22,72 / 100,00  |
|                         | Marisa Matias            | 2 054  | 12,96 / 100,00  |
|                         | Edgar Silva              | 1 213  | 7,65 / 100,00   |
|                         | Vitorino Silva           | 956    | 6,03 / 100,00   |
|                         | Maria de Belém Roseira   | 879    | 5,55 / 100,00   |
|                         | Paulo de Morais          | 293    | 1,85 / 100,00   |
|                         | Henrique Neto            | 109    | 0,69 / 100,00   |
|                         | Jorge Sequeira           | 62     | 0,39 / 100,00   |
|                         | Cândido Ferreira         | 31     | 0,20 / 100,00   |
| Votos Inválidos         | Votos Inválidos          | 331    | 2,04 / 100,00   |
| Total                   | Total                    | 16 178 | 100,00 / 100,00 |
| Eleitorado/Participação | Eleitorado/Participação  | 33 432 | 48,39 / 100,00  |

#### Foz do Sousa e Covelo
| Candidato               | Candidato                | Votos | %               |
| ----------------------- | ------------------------ | ----- | --------------- |
|                         | Marcelo Rebelo de Sousa  | 1 875 | 50,79 / 100,00  |
|                         | António Sampaio da Nóvoa | 692   | 18,74 / 100,00  |
|                         | Marisa Matias            | 369   | 9,99 / 100,00   |
|                         | Vitorino Silva           | 297   | 8,04 / 100,00   |
|                         | Maria de Belém Roseira   | 235   | 6,37 / 100,00   |
|                         | Paulo de Morais          | 103   | 2,79 / 100,00   |
|                         | Edgar Silva              | 82    | 2,22 / 100,00   |
|                         | Henrique Neto            | 17    | 0,46 / 100,00   |
|                         | Cândido Ferreira         | 12    | 0,33 / 100,00   |
|                         | Jorge Sequeira           | 10    | 0,27 / 100,00   |
| Votos Inválidos         | Votos Inválidos          | 104   | 2,74 / 100,00   |
| Total                   | Total                    | 3 796 | 100,00 / 100,00 |
| Eleitorado/Participação | Eleitorado/Participação  | 6 682 | 56,81 / 100,00  |

#### Gondomar, Valbom e Jovim
| Candidato               | Candidato                | Votos  | %               |
| ----------------------- | ------------------------ | ------ | --------------- |
|                         | Marcelo Rebelo de Sousa  | 10 636 | 47,89 / 100,00  |
|                         | António Sampaio da Nóvoa | 5 005  | 22,54 / 100,00  |
|                         | Marisa Matias            | 2 601  | 11,71 / 100,00  |
|                         | Vitorino Silva           | 1 185  | 5,34 / 100,00   |
|                         | Maria de Belém Roseira   | 990    | 4,46 / 100,00   |
|                         | Edgar Silva              | 755    | 3,40 / 100,00   |
|                         | Paulo de Morais          | 741    | 3,34 / 100,00   |
|                         | Henrique Neto            | 159    | 0,72 / 100,00   |
|                         | Jorge Sequeira           | 102    | 0,46 / 100,00   |
|                         | Cândido Ferreira         | 35     | 0,16 / 100,00   |
| Votos Inválidos         | Votos Inválidos          | 581    | 2,55 / 100,00   |
| Total                   | Total                    | 22 790 | 100,00 / 100,00 |
| Eleitorado/Participação | Eleitorado/Participação  | 41 435 | 55,00 / 100,00  |

#### Lomba
| Candidato               | Candidato                | Votos | %               |
| ----------------------- | ------------------------ | ----- | --------------- |
|                         | Marcelo Rebelo de Sousa  | 269   | 50,09 / 100,00  |
|                         | António Sampaio da Nóvoa | 93    | 17,32 / 100,00  |
|                         | Marisa Matias            | 54    | 10,06 / 100,00  |
|                         | Maria de Belém Roseira   | 50    | 9,31 / 100,00   |
|                         | Vitorino Silva           | 49    | 9,12 / 100,00   |
|                         | Edgar Silva              | 12    | 2,23 / 100,00   |
|                         | Paulo de Morais          | 4     | 0,74 / 100,00   |
|                         | Cândido Ferreira         | 4     | 0,74 / 100,00   |
|                         | Henrique Neto            | 1     | 0,19 / 100,00   |
|                         | Jorge Sequeira           | 1     | 0,19 / 100,00   |
| Votos Inválidos         | Votos Inválidos          | 11    | 2,00 / 100,00   |
| Total                   | Total                    | 548   | 100,00 / 100,00 |
| Eleitorado/Participação | Eleitorado/Participação  | 1 392 | 39,37 / 100,00  |

#### Melres e Medas
| Candidato               | Candidato                | Votos | %               |
| ----------------------- | ------------------------ | ----- | --------------- |
|                         | Marcelo Rebelo de Sousa  | 1 354 | 45,28 / 100,00  |
|                         | António Sampaio da Nóvoa | 707   | 23,65 / 100,00  |
|                         | Marisa Matias            | 328   | 10,97 / 100,00  |
|                         | Vitorino Silva           | 266   | 8,90 / 100,00   |
|                         | Maria de Belém Roseira   | 183   | 6,12 / 100,00   |
|                         | Edgar Silva              | 65    | 2,17 / 100,00   |
|                         | Paulo de Morais          | 52    | 1,74 / 100,00   |
|                         | Henrique Neto            | 14    | 0,47 / 100,00   |
|                         | Jorge Sequeira           | 12    | 0,40 / 100,00   |
|                         | Cândido Ferreira         | 9     | 0,30 / 100,00   |
| Votos Inválidos         | Votos Inválidos          | 73    | 2,38 / 100,00   |
| Total                   | Total                    | 3 063 | 100,00 / 100,00 |
| Eleitorado/Participação | Eleitorado/Participação  | 5 015 | 61,08 / 100,00  |

#### Rio Tinto
| Candidato               | Candidato                | Votos  | %               |
| ----------------------- | ------------------------ | ------ | --------------- |
|                         | Marcelo Rebelo de Sousa  | 10 749 | 46,03 / 100,00  |
|                         | António Sampaio da Nóvoa | 5 708  | 24,45 / 100,00  |
|                         | Marisa Matias            | 2 935  | 12,57 / 100,00  |
|                         | Maria de Belém Roseira   | 1 094  | 4,69 / 100,00   |
|                         | Vitorino Silva           | 911    | 3,90 / 100,00   |
|                         | Edgar Silva              | 881    | 3,77 / 100,00   |
|                         | Paulo de Morais          | 786    | 3,37 / 100,00   |
|                         | Henrique Neto            | 134    | 0,57 / 100,00   |
|                         | Jorge Sequeira           | 111    | 0,48 / 100,00   |
|                         | Cândido Ferreira         | 41     | 0,18 / 100,00   |
| Votos Inválidos         | Votos Inválidos          | 486    | 2,04 / 100,00   |
| Total                   | Total                    | 23 836 | 100,00 / 100,00 |
| Eleitorado/Participação | Eleitorado/Participação  | 44 808 | 53,20 / 100,00  |